# تورجاک، ویشگراد
تورجاک، ویشگراد (به لاتین: Turjak (Višegrad)) یک منطقهٔ مسکونی در بوسنی و هرزگوین است که در ویشه‌گراد واقع شده‌است.